# Kaffrine
Kaffrine is een stad in Senegal en is de hoofdplaats van de regio Kaffrine.
In 2002 telde Kaffrine 25.768 inwoners.
De stad ligt aan de autoweg N1.